# Liste der Monuments historiques in Châtel-Montagne
Die Liste der Monuments historiques in Châtel-Montagne führt die Monuments historiques in der französischen Gemeinde Châtel-Montagne auf.

## Liste der Bauwerke
| Bezeichnung       | Beschreibung                     | Standort | Kennzeichnung | Schutzstatus | Datum | Bild           |
| ----------------- | -------------------------------- | -------- | ------------- | ------------ | ----- | -------------- |
| Kirche Notre-Dame | Erbaut Ende des 11. Jahrhunderts | (Lage)   | PA00093052    | Classé       | 1840  | weitere Bilder |

## Liste der Objekte
| Bezeichnung                                        | Beschreibung                                      | Standort                        | Kennzeichnung | Schutzstatus | Datum | Bild |
| -------------------------------------------------- | ------------------------------------------------- | ------------------------------- | ------------- | ------------ | ----- | ---- |
| Abtrennung vor dem Chor (Foto in der Base Palissy) | Schmiedeeisen, mittelalterlich                    | in der Kirche Notre-Dame (Lage) | PM03000616    | Classé       | 1991  |      |
| Skulptur des heiligen Antonius                     | Holz (?), Stein (?)                               | in der Kirche Notre-Dame (Lage) | PM03001692    | Inscrit      | 1990  |      |
| Pietà                                              | Holz, polychrom gefasst, 16. oder 17. Jahrhundert | in der Kirche Notre-Dame (Lage) | PM03001596    | Inscrit      | 2010  |      |
| 14 Kreuzwegstationen                               | gerahmte Gemälde, um 1900                         | in der Kirche Notre-Dame (Lage) | PM03001510    | Inscrit      | 1996  |      |